# Матија де Шиљо
Матија де Шиљо (рођен 20. октобра 1992. у Милану) је италијански фудбалер који тренутно игра за Емполи као позајмљени играч Јувентуса, као и за репрезентацију Италије.
За Милан је дебитовао 2011, након што је прошао кроз млађе селекције тима, временом је постао стандардан члан тима, а играо је и као леви и као десни бек. За репрезентацију Италије дебитовао је 2013, а био је део тима на Купу Конфедерација исте године, као и на Светском првенству 2014. и Европском првенству 2016.

## Трофеји

### Милан
- Суперкуп Италије (2) : 2011, 2016.

### Јувентус
- Првенство Италије (3) : 2017/18, 2018/19, 2019/20.
- Куп Италије (2) : 2017/18, 2023/24.
- Суперкуп Италије (1) : 2018.

### Италија
- Куп конфедерација : треће место 2013.

### Индивидуална признања
- Тим године у Серији А (1) : 2012/13.